# ジョナサン・フランゼン
ジョナサン・フランゼン（Jonathan Franzen、1959年8月17日 - ）は、アメリカ合衆国の作家、批評家。

## 経歴
アメリカ合衆国のイリノイ州のクック郡ウエスタン・スプリングズで生まれた。父はスウェーデン系である。ミズーリ州のセントルイス郊外の町で育った。同地で中等教育を終えたあとペンシルベニア州にあるスワースモア大学で学び、在学中に西ドイツへと留学、1981年に同大よりドイツ語の学位を取得した。卒業後、フルブライト奨学生として西ベルリンにあるベルリン自由大学に遊学した。帰国後、マサチューセッツ州にて、それからニューヨーク州に移る。ハーバード大学の地球惑星科学部で研究助手として所属し、数十の論文を著した。1988年に処女作『The Twenty-Seventh City』を発表し、ホワイティングアワードを受賞した。1992年に『Strong Motion』を刊行したが、売れ行きは不調であった。9年を経て、2001年に三作目『The Corrections』を発表して全米図書賞をはじめ数々の賞を受賞した。
1996年に米誌『ハーパーズ・マガジン』の4月号でエッセイ『Perchance to Dream』を発表して読者から強い反響を得た。次いで2002年に米誌『ザ・ニューヨーカー』の9月30日号でエッセイ『Mr. Difficult』を発表する。これらエッセイは読者から大きな評判を呼び、のちに新旧のエッセイを一冊のペーパーバックにしてまとめたうえでエッセイ集『How to Be Alone』として刊行された。自身の生い立ちと家族について回想したメモリー『The Discomfort Zone』を2006年に刊行。またドイツ語が堪能のことから翻訳を手掛け、フランク・ヴェーデキントの戯曲『Fruhlings Erwachen』や、カール・クラウスの『The Kraus Project』の2冊が単行本になって出版されている。ドイツに関する一連の業績が評価されて2000年にベルリンのアメリカンアカデミーからベルリン賞を授与され、さらに2010年にベルリン芸術アカデミーの会員に選出された。2008年にマサチューセッツ工科大学の科学技術誌『MITテクノロジーレビュー』9月・10月号に携帯電話や公共空間に関する批評を寄稿した。2012年にはエッセイ集『Farther Away』を刊行する。2016年に米誌『ザ・ニューヨーカー』の5月23日号でエッセイ『The End of the End of the Earth』を発表、高評されて2018年に同名で単行本として独立した。その後も『Why Birds Matter』や『What If We Stopped Pretending』といったエッセイを発表した。

## 著作
- The Twenty–Seventh City (1988)
- Strong Motion (1992)
- The Corrections (2001)

『コレクションズ』（上下、2011年、ハヤカワepi文庫、黒原敏行訳）
- Freedom (2010)

『フリーダム』（2012年、早川書房、森慎一郎訳）
- Purity (2015)

『ピュリティ』（2019年、早川書房、岩瀬徳子訳）

### ノンフィクション
- How to Be Alone (2002)
- The Discomfort Zone (2006)
- Farther Away (2012)
- The Best American Essays 2016
- The End of the End of the Earth (2018)